# 6. etape af Vuelta a España 2021
6. etape af Vuelta a España 2021 er en 159,0 km lang kuperet etape, som køres den 19. august 2021 med start i Requena og mål i Cullera.

## Resultater

### Etaperesultat
| \| Etaperesultat \| Etaperesultat \| Etaperesultat \| Etaperesultat \| Etaperesultat \| \| Rytter \| Rytter \| Hold \| Tid \| \| \| ------------- \| ------------------- \| --------------------- \| ------------- \| ------------- \| \| 1. \| Magnus Cort \| EF Education-Nippo \| 3t 30' 53" \| \| \| 2. \| Primož Roglič \| Jumbo-Visma \| + 0" \| \| \| 3. \| Andrea Bagioli \| Deceuninck-Quick Step \| + 2" \| \| \| 4. \| Aleksandr Vlasov \| Astana-Premier Tech \| + 4" \| \| \| 5. \| Enric Mas \| Movistar Team \| + 4" \| \| \| 6. \| Michael Matthews \| BikeExchange \| + 6" \| \| \| 7. \| Egan Bernal \| Ineos Grenadiers \| + 8" \| \| \| 8. \| Alejandro Valverde \| Movistar Team \| + 8" \| \| \| 9. \| Miguel Ángel López \| Movistar Team \| + 9" \| \| \| 10. \| Felix Großschartner \| Bora-Hansgrohe \| + 16" \| \| |                     |                       |            |
| |                     |                       |            |
| Kilde: ProCyclingStats |                     |                       |            |
| Etaperesultat |                     |                       |            |
| Rytter | Rytter              | Hold                  | Tid        |
| 1. | Magnus Cort         | EF Education-Nippo    | 3t 30' 53" |
| 2. | Primož Roglič       | Jumbo-Visma           | + 0"       |
| 3. | Andrea Bagioli      | Deceuninck-Quick Step | + 2"       |
| 4. | Aleksandr Vlasov    | Astana-Premier Tech   | + 4"       |
| 5. | Enric Mas           | Movistar Team         | + 4"       |
| 6. | Michael Matthews    | BikeExchange          | + 6"       |
| 7. | Egan Bernal         | Ineos Grenadiers      | + 8"       |
| 8. | Alejandro Valverde  | Movistar Team         | + 8"       |
| 9. | Miguel Ángel López  | Movistar Team         | + 9"       |
| 10. | Felix Großschartner | Bora-Hansgrohe        | + 16"      |

### Klassement efter etapen
| \| Samlede stilling \| Samlede stilling \| Samlede stilling \| Samlede stilling \| Samlede stilling \| \| Rytter \| Rytter \| Hold \| Tid \| \| \| ---------------- \| ------------------ \| ------------------- \| ---------------- \| ---------------- \| \| 1. \| Primož Roglič \| Jumbo-Visma \| 21t 04' 49" \| \| \| 2. \| Enric Mas \| Movistar Team \| + 25" \| \| \| 3. \| Miguel Ángel López \| Movistar Team \| + 36" \| \| \| 4. \| Alejandro Valverde \| Movistar Team \| + 41" \| \| \| 5. \| Egan Bernal \| Ineos Grenadiers \| + 41" \| \| \| 6. \| Aleksandr Vlasov \| Astana-Premier Tech \| + 53" \| \| \| 7. \| Giulio Ciccone \| Trek-Segafredo \| + 58" \| \| \| 8. \| Lilian Calmejane \| AG2R Citroën Team \| + 1' 04" \| \| \| 9. \| Mikel Landa \| Bahrain Victorious \| + 1' 12" \| \| \| 10. \| Fabio Aru \| Qhubeka NextHash \| + 1' 17" \| \| |                    |                     |             |
| |                    |                     |             |
| Kilde: ProCyclingStats |                    |                     |             |
| Samlede stilling |                    |                     |             |
| Rytter | Rytter             | Hold                | Tid         |
| 1. | Primož Roglič      | Jumbo-Visma         | 21t 04' 49" |
| 2. | Enric Mas          | Movistar Team       | + 25"       |
| 3. | Miguel Ángel López | Movistar Team       | + 36"       |
| 4. | Alejandro Valverde | Movistar Team       | + 41"       |
| 5. | Egan Bernal        | Ineos Grenadiers    | + 41"       |
| 6. | Aleksandr Vlasov   | Astana-Premier Tech | + 53"       |
| 7. | Giulio Ciccone     | Trek-Segafredo      | + 58"       |
| 8. | Lilian Calmejane   | AG2R Citroën Team   | + 1' 04"    |
| 9. | Mikel Landa        | Bahrain Victorious  | + 1' 12"    |
| 10. | Fabio Aru          | Qhubeka NextHash    | + 1' 17"    |

| Pointkonkurrence | Pointkonkurrence | Pointkonkurrence      | Pointkonkurrence | Pointkonkurrence |
| Rytter           | Rytter           | Hold                  | Point            |                  |
| ---------------- | ---------------- | --------------------- | ---------------- | ---------------- |
| 1.               | Jasper Philipsen | Alpecin-Fenix         | 131 point        |                  |
| 2.               | Fabio Jakobsen   | Deceuninck-Quick Step | 130 point        |                  |
| 3.               | Magnus Cort      | EF Education-Nippo    | 67 point         |                  |
| 4.               | Michael Matthews | BikeExchange          | 58 point         |                  |
| 5.               | Primož Roglič    | Jumbo-Visma           | 54 point         |                  |
| 6.               | Alex Aranburu    | Astana-Premier Tech   | 52 point         |                  |
| 7.               | Arnaud Démare    | Groupama-FDJ          | 50 point         |                  |
| 8.               | Alberto Dainese  | Team DSM              | 43 point         |                  |
| 9.               | Piet Allegaert   | Cofidis               | 37 point         |                  |
| 10.              | Sebastián Molano | UAE Team Emirates     | 36 point         |                  |

| Pointkonkurrence | Pointkonkurrence | Pointkonkurrence      | Pointkonkurrence | Pointkonkurrence |
| Rytter           | Rytter           | Hold                  | Point            |                  |
| ---------------- | ---------------- | --------------------- | ---------------- | ---------------- |
| 1.               | Jasper Philipsen | Alpecin-Fenix         | 131 point        |                  |
| 2.               | Fabio Jakobsen   | Deceuninck-Quick Step | 130 point        |                  |
| 3.               | Magnus Cort      | EF Education-Nippo    | 67 point         |                  |
| 4.               | Michael Matthews | BikeExchange          | 58 point         |                  |
| 5.               | Primož Roglič    | Jumbo-Visma           | 54 point         |                  |
| 6.               | Alex Aranburu    | Astana-Premier Tech   | 52 point         |                  |
| 7.               | Arnaud Démare    | Groupama-FDJ          | 50 point         |                  |
| 8.               | Alberto Dainese  | Team DSM              | 43 point         |                  |
| 9.               | Piet Allegaert   | Cofidis               | 37 point         |                  |
| 10.              | Sebastián Molano | UAE Team Emirates     | 36 point         |                  |

| Bjergkonkurrence | Bjergkonkurrence   | Bjergkonkurrence                   | Bjergkonkurrence | Bjergkonkurrence |
| Rytter           | Rytter             | Hold                               | Point            |                  |
| ---------------- | ------------------ | ---------------------------------- | ---------------- | ---------------- |
| 1.               | Rein Taaramäe      | Intermarché-Wanty-Gobert Matériaux | 10 point         |                  |
| 2.               | Kenny Elissonde    | Trek-Segafredo                     | 7 point          |                  |
| 3.               | Joe Dombrowski     | UAE Team Emirates                  | 6 point          |                  |
| 4.               | Tobias Bayer       | Alpecin-Fenix                      | 5 point          |                  |
| 5.               | Sepp Kuss          | Jumbo-Visma                        | 3 point          |                  |
| 6.               | Magnus Cort        | EF Education-Nippo                 | 3 point          |                  |
| 7.               | Lilian Calmejane   | AG2R Citroën Team                  | 3 point          |                  |
| 8.               | Antonio Jesús Soto | Euskaltel-Euskadi                  | 3 point          |                  |
| 9.               | Primož Roglič      | Jumbo-Visma                        | 2 point          |                  |
| 10.              | Sep Vanmarcke      | Israel Start-Up Nation             | 2 point          |                  |

| Bjergkonkurrence | Bjergkonkurrence   | Bjergkonkurrence                   | Bjergkonkurrence | Bjergkonkurrence |
| Rytter           | Rytter             | Hold                               | Point            |                  |
| ---------------- | ------------------ | ---------------------------------- | ---------------- | ---------------- |
| 1.               | Rein Taaramäe      | Intermarché-Wanty-Gobert Matériaux | 10 point         |                  |
| 2.               | Kenny Elissonde    | Trek-Segafredo                     | 7 point          |                  |
| 3.               | Joe Dombrowski     | UAE Team Emirates                  | 6 point          |                  |
| 4.               | Tobias Bayer       | Alpecin-Fenix                      | 5 point          |                  |
| 5.               | Sepp Kuss          | Jumbo-Visma                        | 3 point          |                  |
| 6.               | Magnus Cort        | EF Education-Nippo                 | 3 point          |                  |
| 7.               | Lilian Calmejane   | AG2R Citroën Team                  | 3 point          |                  |
| 8.               | Antonio Jesús Soto | Euskaltel-Euskadi                  | 3 point          |                  |
| 9.               | Primož Roglič      | Jumbo-Visma                        | 2 point          |                  |
| 10.              | Sep Vanmarcke      | Israel Start-Up Nation             | 2 point          |                  |

| Ungdomskonkurrence | Ungdomskonkurrence       | Ungdomskonkurrence     | Ungdomskonkurrence | Ungdomskonkurrence |
| Rytter             | Rytter                   | Hold                   | Tid                |                    |
| ------------------ | ------------------------ | ---------------------- | ------------------ | ------------------ |
| 1.                 | Egan Bernal              | Ineos Grenadiers       | 21t 05' 30"        |                    |
| 2.                 | Aleksandr Vlasov         | Astana-Premier Tech    | + 12"              |                    |
| 3.                 | Juan Pedro López         | Trek-Segafredo         | + 1' 24"           |                    |
| 4.                 | Gino Mäder               | Bahrain Victorious     | + 1' 32"           |                    |
| 5.                 | Tobias Bayer             | Alpecin-Fenix          | + 1' 57"           |                    |
| 6.                 | Clément Champoussin      | AG2R Citroën Team      | + 2' 03"           |                    |
| 7.                 | Mark Padun               | Bahrain Victorious     | + 2' 04"           |                    |
| 8.                 | Simon Carr               | EF Education-Nippo     | + 2' 12"           |                    |
| 9.                 | Jefferson Alveiro Cepeda | Caja Rural-Seguros RGA | + 2' 13"           |                    |
| 10.                | Gotzon Martín            | Euskaltel-Euskadi      | + 3' 18"           |                    |

| Ungdomskonkurrence | Ungdomskonkurrence       | Ungdomskonkurrence     | Ungdomskonkurrence | Ungdomskonkurrence |
| Rytter             | Rytter                   | Hold                   | Tid                |                    |
| ------------------ | ------------------------ | ---------------------- | ------------------ | ------------------ |
| 1.                 | Egan Bernal              | Ineos Grenadiers       | 21t 05' 30"        |                    |
| 2.                 | Aleksandr Vlasov         | Astana-Premier Tech    | + 12"              |                    |
| 3.                 | Juan Pedro López         | Trek-Segafredo         | + 1' 24"           |                    |
| 4.                 | Gino Mäder               | Bahrain Victorious     | + 1' 32"           |                    |
| 5.                 | Tobias Bayer             | Alpecin-Fenix          | + 1' 57"           |                    |
| 6.                 | Clément Champoussin      | AG2R Citroën Team      | + 2' 03"           |                    |
| 7.                 | Mark Padun               | Bahrain Victorious     | + 2' 04"           |                    |
| 8.                 | Simon Carr               | EF Education-Nippo     | + 2' 12"           |                    |
| 9.                 | Jefferson Alveiro Cepeda | Caja Rural-Seguros RGA | + 2' 13"           |                    |
| 10.                | Gotzon Martín            | Euskaltel-Euskadi      | + 3' 18"           |                    |

| Holdkonkurrence | Holdkonkurrence        | Holdkonkurrence | Holdkonkurrence |
| Hold            | Hold                   | Tid             |                 |
| --------------- | ---------------------- | --------------- | --------------- |
| 1.              | Movistar Team          | 63t 16' 06"     |                 |
| 2.              | Ineos Grenadiers       | + 1' 32"        |                 |
| 3.              | UAE Team Emirates      | + 1' 39"        |                 |
| 4.              | Bahrain Victorious     | + 2' 07"        |                 |
| 5.              | AG2R Citroën Team      | + 3' 57"        |                 |
| 6.              | EF Education-Nippo     | + 5' 19"        |                 |
| 7.              | Jumbo-Visma            | + 5' 20"        |                 |
| 8.              | Trek-Segafredo         | + 5' 59"        |                 |
| 9.              | Astana-Premier Tech    | + 6' 04"        |                 |
| 10.             | Caja Rural-Seguros RGA | + 8' 20"        |                 |

| Holdkonkurrence | Holdkonkurrence        | Holdkonkurrence | Holdkonkurrence |
| Hold            | Hold                   | Tid             |                 |
| --------------- | ---------------------- | --------------- | --------------- |
| 1.              | Movistar Team          | 63t 16' 06"     |                 |
| 2.              | Ineos Grenadiers       | + 1' 32"        |                 |
| 3.              | UAE Team Emirates      | + 1' 39"        |                 |
| 4.              | Bahrain Victorious     | + 2' 07"        |                 |
| 5.              | AG2R Citroën Team      | + 3' 57"        |                 |
| 6.              | EF Education-Nippo     | + 5' 19"        |                 |
| 7.              | Jumbo-Visma            | + 5' 20"        |                 |
| 8.              | Trek-Segafredo         | + 5' 59"        |                 |
| 9.              | Astana-Premier Tech    | + 6' 04"        |                 |
| 10.             | Caja Rural-Seguros RGA | + 8' 20"        |                 |